# Musikjahr 1682
Liste der Musikjahre

◄◄ | ◄ | 1678 | 1679 | 1680 | 1681 | Musikjahr 1682 | 1683 | 1684 | 1685 | 1686 | ► | ►►

Weitere Ereignisse
Dieser Artikel behandelt das Musikjahr 1682.

## Ereignisse
- Im Salzburger Dom wird vermutlich die Missa Salisburgensis, eine großangelegte barocke Messvertonung für zwei vokale und vier instrumentale Chöre (bzw. Orchester) im Stile der venezianischen Mehrchörigkeit, erstmals aufgeführt. Die anonym überlieferte Komposition wird heute Heinrich Ignaz Franz Biber zugeschrieben.

## Instrumental- und Vokalmusik (Auswahl)
- Heinrich Ignaz Franz von Biber – Plaudite tympana
- Jacques Bittner – Pièces de luth
- John Blow – Ode for New Year’s Day[1]
- Marc-Antoine Charpentier
  - Quam dilecta, H.186
  - In nativitatem Domini canticum, H.393
  - Les plaisirs de Versailles, H.480
- Andrea Grossi – Sonate a 2–5 instromenti
- Johann Sigismund Kusser – Composition de musique suivant la méthode françoise
- Carlo Mannelli – Sonate a tre, op. 2
- Alessandro Melani – Concerti Spirituali, op. 3
- Georg Muffat – Armonico tributo, a collection of sonatas[2]
- Johann Rosenmüller – Sonatae à 2,3,4 e 5 stromenti da arco et altri
- Robert de Visée – Livre di guittarre dédié au roy[3]
- Gottfried Vopelius (Hrsg.) – Neu Leipziger Gesangbuch

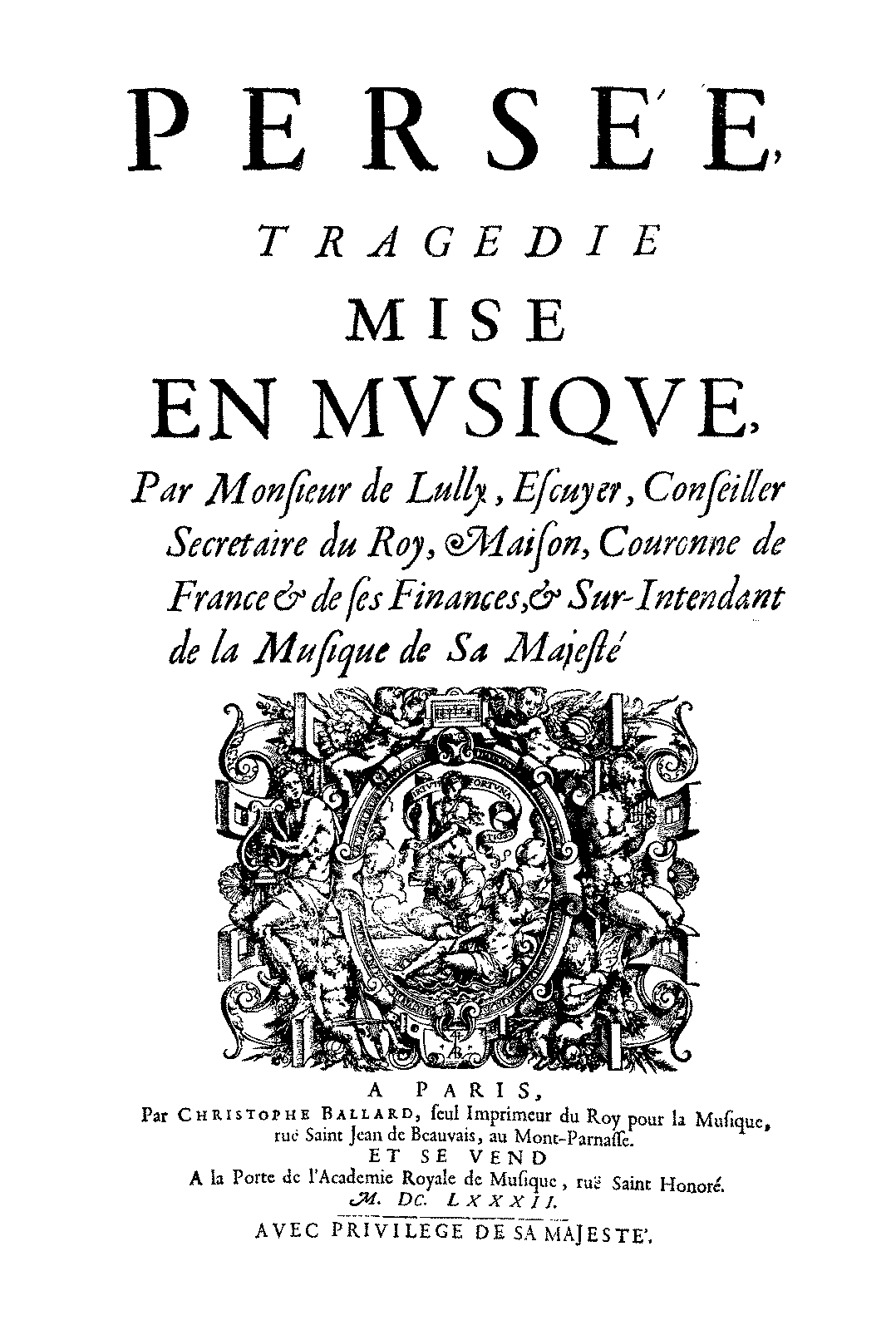
Jean-Baptiste Lully – Persée; Titelblatt des Librettos, Paris 1682

## Musiktheater
- Domenico Gabrielli – Flavio Cuniberto[4]
- Jean-Baptiste Lully – Persée[5]

## Geboren

### Geburtsdatum gesichert
- 17. Januar: Jean-François Dandrieu, französischer Organist und Komponist († 1738)
- 20. Januar: Francesco Bartolomeo Conti, italienischer Komponist († 1732)
- 21. Februar: Filippo Balatri, italienischer Kastraten-Sänger, Gesangslehrer, Schriftsteller und Mönch († 1756)
- 22. Februar: Johann Christian Dauphin, deutscher Orgelbauer († 1730)
- 09. März: Johann Christoph Thielemann, deutscher Orgelbauer († 1755)
- 03. April: Johann Valentin Rathgeber, deutscher Benediktinermönch, Komponist und Organist († 1750)
- 11. April: Jean-Joseph Mouret, französischer Komponist († 1738)
- 13. September: Theodor Christlieb Reinhold, deutscher Komponist und Kreuzkantor († 1755)
- 02. Oktober: Birgitte Christine Kaas, dänisch-norwegische Poetin, Kirchenlieddichterin und Übersetzerin († 1761)

### Genaues Geburtsdatum unbekannt
- Christian Ferdinand Abel, deutscher Violonist und Gambenvirtuose († 1761)
- Gustavus Hesselius, schwedisch-US-amerikanischer Maler und Orgelbauer († 1755)

### Geboren um 1682
- Christoph Pantzner, mährisch-österreichischer Orgelbauer († 1761)

## Gestorben

### Todesdatum gesichert
- 19. Februar: Lluís Vicenç Gargallo, spanischer Komponist und Kapellmeister (* um 1636)
- 25. Februar: Alessandro Stradella, italienischer Sänger und Komponist (* 1643)
- 15. Juni: Francesco Buti, französischer Pfarrer, Jurist und Librettist italienischer Abstammung (* 1604)
- 00. Juni (begraben 1. Juli): Johann Christian Bach, Geiger und Direktor der Erfurter Stadtmusiker (* 1640)
- 17. Juli: Johann Heinrich Kittel, deutscher Organist, Komponist und Musikpädagoge (* 1652)
- 20. Oktober: Otto Gibel, deutscher Musiktheoretiker und Komponist (* 1612)
- 22. November: Johann Wilhelm Furchheim, deutscher Violinist und Komponist (* um 1635)

### Genaues Todesdatum unbekannt
- Benet Soler, katalanischer Kapellmeister und Komponist als Musikmönch im Kloster Montserrat (* um 1640)